# La Buxerette
La Buxerette är en kommun i departementet Indre i regionen Centre-Val de Loire i de centrala delarna av Frankrike. Kommunen ligger i kantonen Aigurande som tillhör arrondissementet La Châtre. År 2022 hade La Buxerette 111 invånare.

## Befolkningsutveckling
Antalet invånare i kommunen La Buxerette
Referens:INSEE